# Château Saint-Étienne
 (juin 2022).
Si vous disposez d'ouvrages ou d'articles de référence ou si vous connaissez des sites web de qualité traitant du thème abordé ici, merci de compléter l'article en donnant les références utiles à sa vérifiabilité et en les liant à la section « Notes et références ».
Le château Saint-Étienne est un château médiéval situé sur la hauteur qui domine la ville d'Aurillac, dans le Cantal.
Château primitif du père de Saint Géraud, il appartient ensuite à l'abbaye d'Aurillac jusqu'à la Révolution française qui vend toutes ses propriétés comme biens nationaux.
Après avoir été légué en 1845 au diocèse de Saint-Flour qui avait le projet d'y former ses maîtres d'écoles, le château est racheté en 1847 par la commune d'Aurillac à l'initiative de son maire Louis-Furcy Grognier qui y fait construire un vaste bâtiment pour y établir une école normale d'instituteurs qu'il confie aux Frères des Écoles chrétiennes et qui restera dans ces lieux jusqu'au père de Georges Pompidou.
Le château Saint-Étienne est aujourd'hui le site du musée la Maison des volcans et du Centre d'étude et de protection de l'environnement de la Haute-Auvergne avec un laboratoire de recherche universitaire.

## Description
Bâti sur une butte de 685 mètres, le château Saint-Étienne domine la ville.
Du premier castrum il ne reste qu'une tour carrée, offrant sa masse imposante. Trois périodes de construction se distinguent à l’appareillage : le IXe siècle à la base, le XIIe siècle, puis le XIVe siècle. L’arase supérieure date du XIXe siècle et une terrasse a remplacé l’ancienne toiture en pavillon du XVIIIe siècle.
De plan carré, la tour s’élevait jusqu’en 1747 à plus de trente mètres, date à laquelle elle fut arasée. On pénétrait par une porte à sept mètres au dessus du sol comme la tour de Saint-Simon qui appartenait aussi à l'abbaye, et de là on redescendait au rez-de-chaussée par une échelle. L'abbaye possédait un réseau d'autres tours bâties sur le même modèle comme celles de Naucelles ou de Faliès.
Le corps de logis qui se trouvait au pied de la tour a été détruit en 1868 par un incendie. Un vaste bâtiment a été reconstruit à l'initiative de Louis-Furcy Grognier dans le style du Palais des papes à Avignon. En effet, redécouvrant l'origine locale du pape Sylvestre II, une souscription municipale a été lancée pour lui ériger une statue, et le thème du palais des papes est devenu celui de l'architecte Juste Lisch.

## Historique

### Le château du comte Géraud
Berceau de la ville d’Aurillac, le château qui la domine fut maintes fois détruit puis reconstruit, sauf la tour dont la base est datée du XIIe siècle. Il vit naître Géraud et servit de résidence aux abbés ainsi qu'au premier préfet. Il accueillit les écoles normales d’instituteurs avant de devenir le siège du CPIE et du muséum des Volcans.
D’après les vestiges retrouvés dans les fondations de la tour, un dolmen aurait existé en ce lieu à l’époque gallo-romaine[réf. nécessaire]. Le château est le lieu de naissance en 856 de Géraud d'Aurillac, fondateur de l'abbaye d'Aurillac, qui y naquit en 856, fils de Girard, comte d'Aurillac, d'ascendance carolingienne[réf. nécessaire], et d'Adeltrude, fille d'un comte de Rouergue.

### Le château abbatial
En 1233, prétextant les détentions arbitraires par l’abbé d’Aurillac, les habitants prirent le château. Une protestation des consuls d’Aurillac, du 27 mars 1330, contre l’emprisonnement d’un enfant dans la tour montre que les relations restèrent difficiles. Entre 1469 et 1471, les conflits entre l’abbé et les consuls s’amplifièrent. Forts d’avoir délivré le pays des Anglais qui occupaient le château et assujettissaient la ville, les habitants abattirent et mirent par terre le Chastel par deux fois.
Après sa destruction en 1569 par les Huguenots, Charles de Noailles, abbé d’Aurillac, le fit restaurer. La tour était restée intacte avec ses 32 m de haut, lorsqu’en 1747, le cardinal de Gesvres obtint du roi l’autorisation de la réduire de 12 m.
Le 6 avril 1792, l’édifice fut vendu comme bien national, et acheté à Madame la marquise de Fontange, nièce de l’abbé. Elle le revendit en 1808 à Barral, maréchal de camp et armée du roi. Il revint à l’évêché le 6 avril 1845, après avoir appartenu à Catherine Delport veuve Guittard, et Dejou, avocat.

### Logement des préfets
Au début de l’Empire, le château servit de résidence au Préfet.

### L'École normale d'instituteurs (1845-1940)

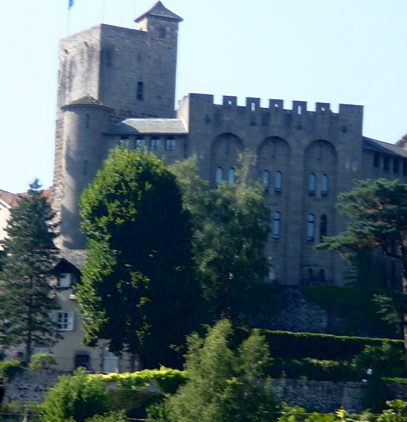
Le château Saint-Étienne reconstruit dans le style du Palais des papes d'Avignon.

Elle a occupé le château Saint-Étienne pendant un siècle.
En 1837, une décision ministérielle transféra l’école normale à Aurillac. Il n'avait qu'un seul élève-maître.
Une école normale d’instituteurs avait été ouverte à Salers le 11 décembre 1831. Le directeur Badal, écrivit en 1837 : « Nous avons essayé de faire des hommes religieux, modestes et zélés ». Le recteur d'académie décrivait la ville comme « entièrement isolée, reléguée dans un pays perdu ».
Le conseil municipal de Salers tenta de s'opposer au transfert en soulignant les « dangers de la grande ville ». Il précisait : « les jeunes gens y prendront le contact et le spectacle du luxe, des goûts de dépense et de plaisir, en désaccord avec leur fonction ».
Le 13 novembre 1847, Louis-Furcy Grognier, maire d'Aurillac, acheta pour la ville, à Mgr Frédéric-Gabriel-Marie-François de Marguerye, évêque de Saint Flour, les « deux châteaux, haut et bas, la chapelle, la cour, les jardins et les terrasses ». 
Sous la direction des Pères de la doctrine chrétienne, huit élèves firent leur entrée pour trois ans (sur vingt-cinq candidats). Certains ne parlaient que les patois cantaliens.
Le château était dans un état de délabrement presque complet, quand, dans la nuit du 8 au 9 avril 1868, un violent incendie le ravagea. Le nouveau bâtiment a été achevé en 1898, il a fallu trente ans pour le reconstruire. L'architecte Juste Lisch lui donna son apparence actuelle, en s'inspirant du palais des papes d’Avignon, pour rappeler le souvenir de Gerbert d'Aurillac qui fut le premier pape français à l'époque de l'An Mil et dont une statue venait d'être érigée sur le Gravier.
Le 9 août 1879 fut votée la première loi qui interdisait que les directeurs des écoles normales d'instituteurs soient des religieux, prélude aux lois de 1905 qui banniront de France les Frères des écoles chrétiennes avec les autres congrégations enseignantes.
La dernière promotion d’instituteurs quitta le château Saint Etienne en 1940. Louis et son épouse Odette évoquent leurs souvenirs : « Les garçons qui étaient logés au château suivaient les cours dans l'école normale des filles (actuelle école des frères Delmas). Le dimanche, les jeunes filles sortaient encadrées par les surveillantes, alors que les garçons avaient quartier libre. Ils ne rentraient chez eux qu'une fois par mois. On sentait arriver la guerre. Par la suite les normaliennes allèrent au lycée Jules Ferry et les normaliens à Emile Duclaux. »

### Le centre d'apprentissage
Dans les années 1950, un centre d’apprentissage trouva sa place au château.

## Le Muséum des volcans

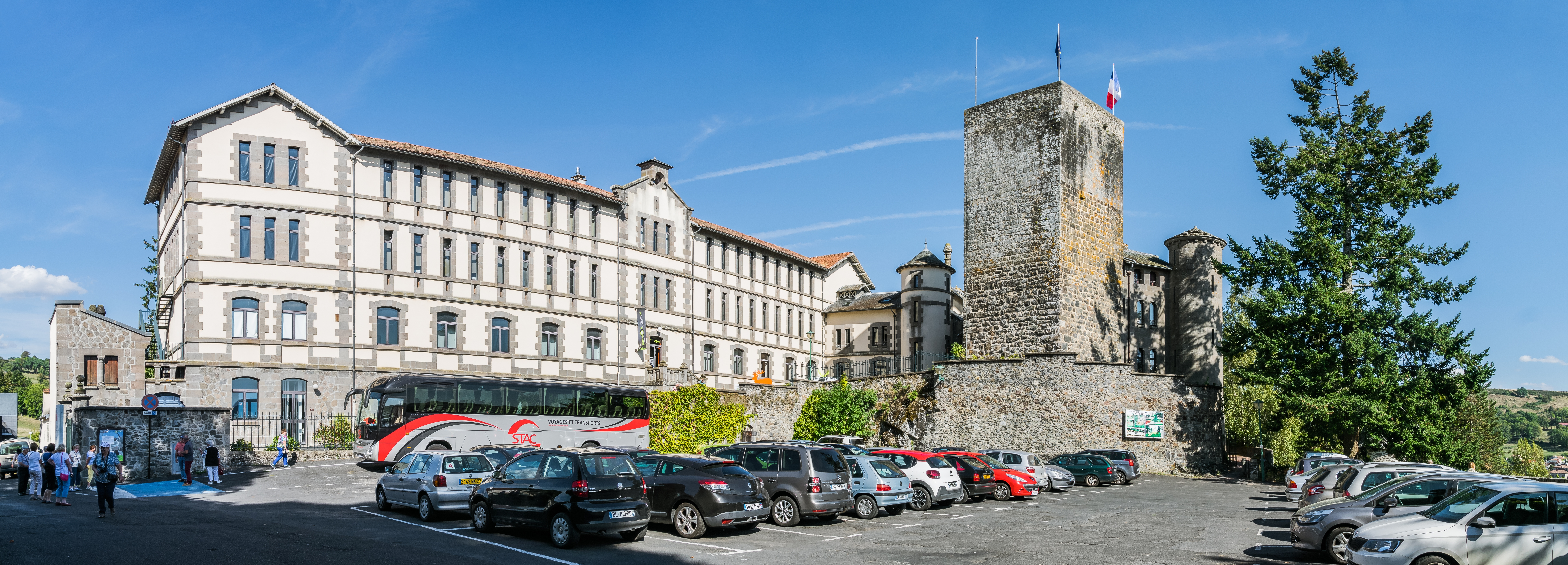
Bâtiment principal du musée des volcans à côté du château

Le docteur Mézard, maire d’Aurillac et président du Conseil Général, installa la Maison des Volcans dans le château.
Le muséum des Volcans abrite, depuis 1970, le 3e centre permanent d’initiatives pour l’environnement créé en France.
Labellisés Centre Permanent d'Initiatives pour l'Environnement (C.P.I.E), le Centre de la Haute-Auvergne et celui de la Maison des Volcans a été labellisés en 1975 et 1976. Ils sont ouverts à tous.
Le 6 août 1972, le président Pompidou inaugura l’exposition « Volcans et volcanisme », consacrant la naissance de la « Maison des Volcans », dans ce lieu où son père, ancien instituteur, avait été élève. La presse indique que quarante pays étrangers, soixante laboratoires français et cent chercheurs ont apporté leur participation.
L'association la Maison des Volcans a été installée en 1972 dans l'aile gauche du château par la ville d'Aurillac et le laboratoire du Professeur Brousse de université Paris-Sud. Il a été doté des collections minéralogiques d'un musée créé en 1853 par Jean-Hippolyte Esquirou de Parieu et augmenté de celles de Jean-Baptiste Rames acquises en 1895.
L'association accueille de nombreux groupes pour des stages de géologie et de découverte de l'environnement.
Avec la création du muséum, le C.P.I.E. réorienta son action vers des études d’impact, imposées par la loi pour les routes et les carrières. Il est devenu Centre Permanent d’Initiatives pour l’Environnement. Les collectivités font appel à lui pour le développement des pays : maison de l’eau à Vic-sur-Cère, chartes districale et départementale, valorisation du Puy Courny. Plus de deux cents interventions se font aussi chaque année en milieu scolaire. Un centre de ressources, pilote au niveau national, vient d’être mis en place. Il est ouvert à tous, que les demandes concernent l’eau, le bâti, les paysages, le milieu naturel, etc.
Il accueille tous les publics et répond à la demande des enfants des écoles et des familles, comme des scientifiques. Une exposition permanente est consacrée au volcanisme cantalien, mais aussi à la Terre une planète qui change, quand le Cantal ressemblait à l’Afrique, des volcans et des hommes. Dans la salle de projection du troisième étage, des films présentent en continu la faune et la flore du volcan cantalien. Partout, des bornes interactives permettent d’apprendre en s’amusant. Une salle entière accueille des animaux naturalisés, des herbiers, des nids… cette partie remporte un grand succès assure la directrice Véronique Bourgarde. Des animations scientifiques pour les enfants et des expositions temporaires ouvertes à tous sont souvent proposées.
Les collections scientifiques de Jean-Baptiste Rames achetées en 1895 par la ville d'Aurillac, devenues Muséum des sciences Rames, ont été transférées au château Saint-Étienne en 1991. Réaménagé en 1997, il est devenu le muséum des Volcans consacré aux sciences de la vie et de la Terre, à l’environnement et l’écologie, il raconte l’histoire des volcans et les mystères de la planète Terre. Quatre salles proposent une visite interactive à l’aide de maquettes, de minéraux, de films et de bornes informatiques.
- Salle 1 : "La Terre, une planète agitée". Sur le fonctionnement interne de la Terre et ses conséquences en surface (volcans, séismes, montagnes).
- Salle 2 : "Le Cantal sur une terre qui change". Histoire géologique du Cantal dans le cadre global des mouvements de la croûte terrestre depuis 300 millions d'années...
- Salle 3 : "Des volcans et des hommes" Sur les phénomènes volcaniques et leurs conséquences. La prévision des éruptions et le fonctionnement des volcans.
- Salle 4 : "Le Cantal, volcan aménagé". Évolution de la faune, de la flore et du paysage du Cantal depuis la période glaciaire.

À partir du 11 septembre 2023 et jusqu'en juin 2024, le muséum des volcans est temporairement fermé dans le cadre du projet de son regroupement avec le Musée d'art et d'archéologie d'Aurillac. Durant cette période transitoire, et jusqu'à sa réouverture, le musée proposera des activités ponctuelles en dehors de ses locaux,.